# Disperis
Disperis é um género botânico pertencente à família das orquídeas, ou Orchidaceae. Foi proposto em 1800 por Olof Peter Swartz que escolheu este nome do grego, dis, dois, e pera, bolsa, em referência ao formato côncavo apresentado pelas sépalas laterais das flores da maioria de suas espécies. Trata-se de um dos dos cinco gêneros pertencentes à subtribo Coryciinae. É composto por 74 espécies terrestres, algumas, por apresentarem diversas populações isoladas, muito variáveis.
Mais da metade das espécies vivem em áreas tropicais do continente africano, quase um terço habitam a ilha de Madagascar, Comores, ou ilhas próximas, e muitas outras são endêmicas de diversas ilhas e parte continental do sudeste asiático e Índia.  Devido à sua ampla dispersão e longo tempo de adaptação, podem ser encontradas nos ambientes mais diversos, variando de espécies para espécie, todavia a maioria das espécies prefere o solo de florestas tropicais ou florestas nubladas de montanhas algumas aparecendo até em florestas temperadas, campinas arenosas ou e pântanos. Muitas vivem em colônias de vinte a trinta indivíduos, outras, geralmente isoladas. A floração de algumas espécies é estimulada por incêndios ocasionais e a floração costuma ocorrer após a temporada de chuvas.
São plantas de raízes com pequenos tubérculos ovoides, das quais nascem caules delicados ou robustos, ocasionalmente avermelhados ou purpúreos, glabros ou pubescentes, que medem até pouco mais de sessenta centímetros de altura, com uma ou poucas folhas macias bastante pequenas ao longo do caule. A inflorescência é terminal com uma a muitas flores ressupinadas, de cores diversas. A sépala dorsal, algumas vezes apresentando esporão, fica disposta junto às pétalas formando um conjunto, as sépalas laterais assumem formatos variados, frequentemente côncavas abrindo-se em ângulo oposto às pétalas. O labelo tem uma garra na base e encontra-se soldado ao pé da pequena coluna, que contém duas polínias. As flores secretam óleo, recolhido por abelhas rediviva, da família Melittidae, que nesta atividade polinizam as flores ao levarem as polínias em sua pernas.
Atualmente não existe tratamento infragenérico de Disperis, porém análises moleculares recentes sugerem que o gênero encontra-se dividido em dois clados distintos, um formado pelas espécies tropicais e outro pelas que habitam o sul da África do Sul.